# Cantó de Niort-Est
El cantó de Niort-Est és un cantó francès del departament de Deux-Sèvres, situat al districte de Niort. Compta amb part del municipi de Niort.

## Municipis
Comprèn una part del municipi de Niort, concretament els barris:
- Centre-ville (en part)
- Champclairot
- Champommier
- Goise
- Saint-Florent (en part)
- Souché

## Història
| Data d'elecció                           | Identitat          | Partit          | Qualitat |
| ---------------------------------------- | ------------------ | --------------- | -------- |
| 1949-1955                                | M. Suire           | RPF, després RS |          |
| 1955-1961                                | M. Charbonneau     | Divers droite   |          |
| 1961-1973                                | Raoul Auzanneau    | SFIO            |          |
| 1973-1992                                | André Clert        | PS              |          |
| 1992-1998                                | Geneviève Gaillard | PS              |          |
| 1998-2011                                | Geneviève Rizzi    | PS              |          |
| 2011-                                    | Rodolphe Challet   | PS              |          |
| les dades anteriors no són pas conegudes |                    |                 |          |
|                                          |                    |                 |          |

## Demografia
| A partir de 1990: Població sense dobles comptes |